# ابن افلیلی
ابراهیم بن محمد بن زکریا زُهری شهرت یافت به ابوالقاسم ابن اِفلیلی (۹۶۳–۱۰۵۰م) وزیر، زبان‌شناس و ادیب عربی اندلسی بود. مستکفی بالله او را به وزارت خود گمارد. شرح معانی المتنبی اثر او بوده است.